# Granice dolna i górna

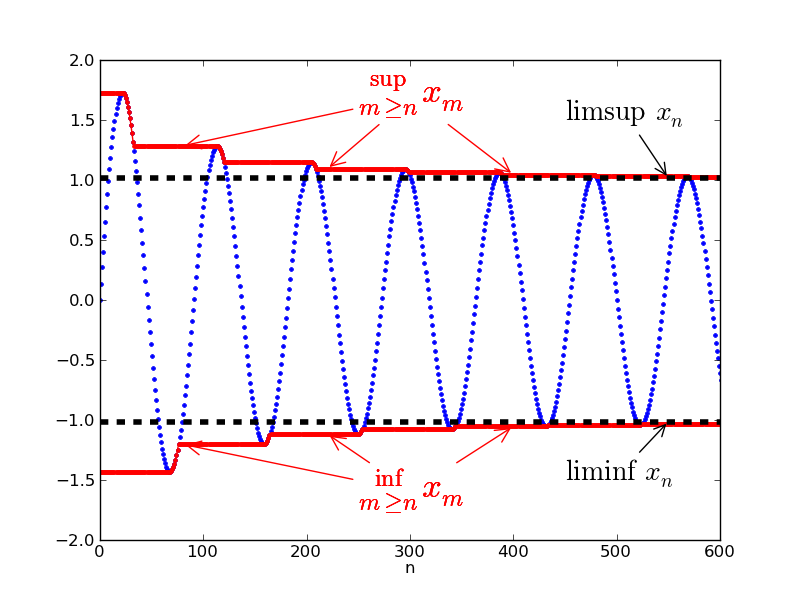
Ilustracja granicy górnej oraz dolnej. Ciąg zaznaczono kolorem niebieskim. Dwie czerwone krzywe dążą do granicy górnej i dolnej ciągu oznaczonych linią czarną kropkowaną.

Granica dolna (także łac. limes inferior) oraz granica górna (również łac. limes superior) – odpowiednio kres dolny i górny granic wszystkich podciągów danego ciągu.
Każdy ciąg ma granice dolną i górną. Jeżeli dany ciąg ma granicę, to granice dolna oraz górna są równe. Zachodzi także twierdzenie odwrotne: jeśli ciąg posiada granicę dolną oraz górną i są one równe, to posiada także granicę równą wspólnej wartości granic dolnej i górnej (na podstawie twierdzenia o trzech ciągach).

## Definicja
Granica dolna i granica górna ciągu {\displaystyle (a_{n})} definiowane są odpowiednio wzorami
{\displaystyle \liminf _{n\to \infty }~{a_{n}}{\overset {\underset {\mathrm {def} }{\ }}{=}}\lim _{n\to \infty }~\left(\inf _{k\geqslant n}~a_{k}\right)=\sup _{n\geqslant 0}~\inf _{k\geqslant n}~a_{k},}
{\displaystyle \limsup _{n\to \infty }~{a_{n}}{\overset {\underset {\mathrm {def} }{\ }}{=}}\lim _{n\to \infty }~\left(\sup _{k\geqslant n}~a_{k}\right)=\inf _{n\geqslant 0}~\sup _{k\geqslant n}~a_{k}.}
W pierwszej definicji druga z równości wynika z faktu, że ciąg {\displaystyle \{\inf _{k\geqslant n}~a_{k}\}_{n=1}^{\infty }} jest niemalejący, więc jego granicą jest jego supremum. Analogicznie, druga z równości w drugiej definicji wynika z faktu, że ciąg {\displaystyle \{\sup _{k\geqslant n}~a_{k}\}_{n=1}^{\infty }} jest nierosnący, więc jego granicą jest jego infimum.
Należy mieć na uwadze, że oznaczenia granic dolnej i górnej stanowią jedną całość i nie składają się z oddzielnych oznaczeń {\displaystyle \lim } oraz {\displaystyle \inf ,} czy {\displaystyle \sup ,} co widać w powyższych napisach, gdzie {\displaystyle n\to \infty } rozpościera się równo pod całym napisem {\displaystyle \liminf } lub {\displaystyle \limsup ,} a nie jego pewną częścią. Korzysta się również z symboli {\displaystyle {\underline {\lim }}} na oznaczenie granicy dolnej oraz {\displaystyle {\overline {\lim }}} na oznaczenie granicy górnej.

## Przykłady
Najprostszym przykładem jest
{\displaystyle \limsup _{n\to \infty }\pm n=\liminf _{n\to \infty }\pm n=\pm \infty .}
Istnieją ciągi, których granica dolna jest różna od granicy górnej, są one rozbieżne:
{\displaystyle \limsup _{n\to \infty }(-1)^{n}(1-{\tfrac {1}{n}})=1,}
ale
{\displaystyle \liminf _{n\to \infty }(-1)^{n}(1-{\tfrac {1}{n}})=-1.}
Podobnie
{\displaystyle \limsup _{n\to \infty }~\sin {\tfrac {\pi n}{100}}=1,}
ale
{\displaystyle \liminf _{n\to \infty }~\sin {\tfrac {\pi n}{100}}=-1.}

## Własności
Dla dowolnych ciągów {\displaystyle (a_{n}),(b_{n})} prawdziwe są następujące nierówności:
{\displaystyle {\begin{aligned}&\limsup _{n\to \infty }~a_{n}+\limsup _{n\to \infty }~b_{n}\\\geqslant &\limsup _{n\to \infty }~(a_{n}+b_{n})\\\geqslant &\limsup _{n\to \infty }~a_{n}+\liminf _{n\to \infty }~b_{n}\\\geqslant &\liminf _{n\to \infty }~(a_{n}+b_{n})\\\geqslant &\liminf _{n\to \infty }~a_{n}+\liminf _{n\to \infty }~b_{n}.\end{aligned}}}